# Александар Уваров
Александар Николајевич Уваров (рус. Александр Николаевич Уваров; Одојев, 7. март 1922 — Москва, 24. децембар 1994) био је совјетски хокејаш на леду и члан репрезентације Совјетског Савеза која је освојила историјску прву златну медаљу на Светском првенству 1954. године. Играо је на позицији централног нападача. Заслужни мајстор спорта Совјетског Савеза од 1954. године.
Читаву играчку каријеру која је трајала од 1948. до 1960. играо је у дресу московског Динама за који је током 12 сезона одиграо укупно 259 утакмица и постигао 202 гола. Са Динамом је освојио титулу националног првака 1954, те титулу победника националног купа 1948. године. 
За репрезентацију Совјетског Савеза наступао је од 1954. до 1957. одигравши 59 утакмице и постигавши 23 гола. Највећи успеси у репрезентативном дресу су му били златна олимпијска медаља на ЗОИ 1956. у Кортини, те титула светског првака на СП 1954. године. Са светских првенстава има још 2 сребрне медаље са првенстава 1955. и 1957. године. 
По окончању играчке каријере једну сезону (1965/66) радио је као тренер у ХК Торпедо из Подољска.
Године 2004. уврштен је у Кућу славних руског хокеја на леду.